# Maid
Maid è una miniserie televisiva statunitense di genere drammatico ispirata dal memoir di Stephanie Land Domestica: Lavoro duro, Paga Bassa, e la voglia di sopravvivere di una Madre. La serie è stata creata da Molly Smith Metzler e ha debuttato su Netflix il 1º ottobre 2021.

## Trama
Alex lascia il suo violento fidanzato e si trasferisce con la loro figlia in un rifugio, trovando lavoro come addetta alle pulizie per la ditta “Value Maids”. La miniserie segue la lotta di Alex per crescere una bambina, affrontare sia un ex fidanzato violento che la sua disfunzionale famiglia di origine e confrontarsi con la burocrazia dell'assistenza statale, il tutto mentre lavora come domestica e sogna un futuro come scrittrice. La storia si svolge vicino a Seattle, con il personaggio di Alex che fa spesso la pendolare via traghetto verso l'immaginaria città di Fisher Island.

## Cast

### Personaggi principali
- Alexandra Russell, interpretata da Margaret Qualley e doppiata in italiano da Giulia Franceschetti: una giovane madre di 25 anni. Ha un rapporto difficile con la madre, artista squattrinata con problemi psicologici, mentre non ha rapporti col padre, dopo anni di lontananza. Sogna di fare la scrittrice, tanto da essere stata presa anni prima all'Università del Montana nel dipartimento di fine arts. Dopo una violenta convivenza con il partner, lo lascia e inizia a lavorare come domestica.

- Sean Boyd, interpretato da Nick Robinson[2] e doppiato in italiano da Gabriele Vender: partner di Alex e padre di sua figlia. Fa il barman in un bar locale ed è dipendente dall'alcol, che lo rende spesso violento.
- Regina, interpretata da Anika Noni Rose e doppiata in italiano da Laura Lenghi: una ricca cliente di Alex, che ha una casa vacanza a Fisher Island (Portland). È avvocata a New York, dove si occupa di diritto aziendale.
- Yolanda, interpretata da Tracy Vilar e doppiata in italiano da Daniela D'Angelo: capo di Alex al Value Maids. Donna dal carattere forte e una buona gestione degli affari, lavora spesso con le ragazze che le sono inviate dai servizi sociali.
- Hank Russell, interpretato da Billy Burke, doppiato in italiano da Sandro Acerbo: padre divorziato di Alex. Ex-alcolizzato, sua figlia non ha un buon rapporto con lui, a causa del suo comportamento del passato.
- Paula, interpretata da Andie MacDowell, doppiata in italiano da Roberta Pellini: madre di Alex. Artista caduta in disgrazia, ha da sempre una relazione complicata con gli uomini. Soffre di problemi psicologici che la rendono una madre e una nonna irresponsabile e bipolare.

### Personaggi ricorrenti
- Maddy Boyd, interpretata da Rylea Nevaeh Whittet, doppiata in italiano da Isaia Follega: figlia di Alex e Sean, bimba che ha fra i due e i tre anni.
- Jody, interpretata da Amy Reid, doppiata in italiano da Paola Majano: impiegata che lavora nel centro per l'impiego, consiglia ad Alex il lavoro al Value Maids.
- Nate, interpretato da Raymond Ablack: ex spasimante di Alex, è diventato un ingegnere strutturale. È divorziato e ha un figlio della stessa età di Maddy. Cercherà di aiutare Alex in vari modi.
- Sharlene, interpretata da Erin Karpluk: nuova compagna di Hank.
- Basil Desmond, interpretato da Toby Levins: nuovo marito di Paula.
- Denise, interpretata da BJ Harrison: donna che gestisce il centro antiviolenza, vittima anche lei, quando era giovane, di violenza domestica.
- Ethan, interpretato da Xavier De Guzman: amico di Sean.

### Guest star
- John Marshall, interpretato da Alessandro Juliani (ep.2-3): avvocato di Sean al primo processo.
- Danielle, interpretata da Aimee Carrero, doppiata da Letizia Ciampa (ep.2 e 5): ragazza compagna di corso di Alex al centro antiviolenza.
- Wayne, interpretato da Théodore Pellerin (ep.4): ragazzo conosciuto da Alex tramite sito di incontri.
- Tara, interpretata da Mozhan Marnò (ep.9-10): avvocato di Alex, che si offre di aiutarla gratuitamente dopo che Regina le ha fatto conoscere il suo caso.

## Puntate
| # | Titolo originale | Titolo italiano    | Prima TV        |
| --- | ---------------- | ------------------ | --------------- |
| 1 | Dollar Store     | Tutto a un dollaro | 1º ottobre 2021 |
| Alex Russell, una giovane madre e aspirante scrittrice che vive a Port Hampstead, Washington, lascia il suo fidanzato alcolizzato e violento Sean nel cuore della notte, portando con sé la figlia Maddy. Costretta a dormire in macchina e con pochi soldi con sé, Alex va da un'assistente sociale che la informa che ha bisogno di presentare due buste paga per poter beneficiare di un alloggio sovvenzionato. L'unico lavoro disponibile è presso "Value Maids", un'impresa di pulizie il cui proprietario Yolanda la assume. Alex ha una madre, Paula, che lavora come artista sul camper del suo ragazzo e a cui chiede di fare da babysitter a Maddy mentre prende il traghetto per Fisher Island per il suo primo turno in una casa di proprietà della ricca cliente Regina. Alex sviene a metà del suo turno; torna sulla terraferma per scoprire che Paula ha restituito Maddy alle cure di Sean, ignara che Alex lo ha lasciato. Alex torna alla roulotte di Sean e riprende Maddy nonostante le sue proteste. Yolanda chiama per riferire che Regina non era soddisfatta dello standard di pulizia di Alex; Alex decide di tornare per completare il lavoro, ma lei e Maddy hanno un incidente d'auto lungo la strada. Alex chiede a suo padre Hank di lasciarli al porto e aspetta il prossimo traghetto con Maddy. |                  |                    |                 |
| 2 | Ponies           | I pony             | 1º ottobre 2021 |
| In un flashback, Alex incontra per la prima volta Sean mentre legge alcuni dei suoi scritti in un ristorante. Nel presente, Alex viene contattata dall'avvocato di Sean, che la informa che Sean ha presentato istanza per rivendicare la piena custodia di Maddy. L'assistente sociale di Alex le consiglia di rifugiarsi in un vicino centro di accoglienza contro la violenza domestica. Mentre è lì, Alex fa amicizia con Danielle, un'altra residente. Alex perde la causa in tribunale, concedendo a Sean la piena custodia di Maddy per sette giorni fino alla nuova convocazione del tribunale. Danielle scopre che Regina non ha mai pagato Alex per il suo turno di pulizie e la aiuta a rubare il cane di Regina. Regina inizialmente è arrabbiata e minaccia di chiamare la polizia, ma Alex le resiste e in seguito scopre che Regina ha inviato l'intero pagamento. Successivamente scopre che Danielle ha lasciato il rifugio per tornare dal suo ex. Nel suo diario, Alex racconta che la sua relazione con Sean è peggiorata dopo aver scelto di partorire Maddy invece di subire un aborto. |                  |                    |                 |
| 3 | Sea Glass        | Vetro di mare      | 1º ottobre 2021 |
| Denise presenta Alex ad un suo amico avvocato che la informa che mentre la legge statale non considera l'abuso emotivo come violenza domestica, le potrebbe comunque garantire l'affidamento congiunto di Maddy. Dopo un turno di pulizia particolarmente duro, Alex trova Sean ubriaco in un bar con gli amici e lo rimprovera per la sua negligenza come padre. Alex tenta di ottenere dalla madre Paula una testimonianza scritta del fatto che è una buona madre per Maddy, ma Paula è distratta dalla sua arte e le due alla fine hanno un'aspra discussione. Alex scopre che Sean ha saltato per la prima volta un turno di barista e lo scopre ubriaco sulla spiaggia, sconvolto dalla rottura della sua relazione con Alex. Alex gli ricorda la responsabilità come padre e lo riporta a casa; il giorno dopo Sean decide di archiviare la sua richiesta e accetta di condividere la custodia di Maddy con Alex. Alex e Maddy arrivano alla loro nuova casa sovvenzionata e scoprono che Paula l'ha dipinta per loro. |                  |                    |                 |
| 4 | Cashmere         | Cashmere           | 1º ottobre 2021 |
| L'ex conoscente di Alex, Nate, divorziato da poco e residente a Fisher Island, le presta una macchina che lui non usa; Alex è grata, ma rifiuta educatamente la proposta di Nate di uscire. Il giorno del Ringraziamento, Alex lavora a casa di Regina mentre lei è via con suo marito per un viaggio nel fine settimana. Finito il lavoro, Alex beve il vino di Regina, prova i suoi vestiti e invita un tizio di nome Wayne, trovato su Tinder, a casa di Regina, spacciandola per sua. Tuttavia, Regina torna a casa quella notte, sentendosi infelice dopo che suo marito le ha chiesto il divorzio. Regina condivide con Alex la sua storia: ha lottato per rimanere incinta e lei e suo marito hanno avuto un figlio tramite maternità surrogata nel tentativo di riparare al fallimento del loro matrimonio. Regina consiglia ad Alex di non lasciare che nessuno si approfitti di lei. Alex riflette nel suo diario su come anche i ricchi siano spesso profondamente infelici. Prima di prendere Maddy a casa di Sean, Alex manda un messaggio a Wayne per dirgli la verità sulla sua vita. |                  |                    |                 |
| 5 | Thief            | Il ladro           | 1º ottobre 2021 |
| Alex fatica a pagare le tasse scolastiche per l'asilo nido di Maddy e Maddy si ammala a causa dell'esposizione alla muffa nera mentre soggiorna presso l'unità abitativa sovvenzionata, che Alex è quindi costretto a lasciare. Con Sean incapace di prendersi cura di Maddy mentre lavora al bar, Alex porta con riluttanza Maddy a casa del padre separato Hank, che da allora si è risposato, ha due figlie e desidera ardentemente aiutare Alex. Mentre pulisce una casa nel bosco, un tempo appartenente a un famigerato ladro locale soprannominato "Billy piedi scalzi", Alex rimane brevemente intrappolata all'interno di un vespaio e ha un attacco di panico. In seguito scopre che sua madre è scomparsa; mentre la cerca, Alex incontra Danielle, che è con suo marito e finge di non riconoscerla. Alex rientra volontariamente nel vespaio della casa di Billy piedi scalzi dopo che il lavoro di pulizia è stato completato e ricorda che lei e sua madre sono fuggite a casa perché Hank ha abusato fisicamente di Paula. Alex rimuove immediatamente Maddy dalla casa di Hank e va a stare con Paula, che è tornata dopo essersi sposata spontaneamente con il suo ragazzo, Basil. |                  |                    |                 |
| 6 | M                | M                  | 1º ottobre 2021 |
| Alex cerca una nuova casa, ma fatica a trovare un padrone di casa disposto ad accettare un voucher statali. Alex si avvicina a Regina condividendo consigli materni per il figlio surrogato di quest'ultima. Dopo aver assistito alla negligenza del personale dell'asilo nido di Maddy, Alex decide di trovare a Maddy un asilo nido migliore. Nate accetta di aiutarla e la mette in contatto con un asilo nido di Fisher Island, dove Alex scopre che potrà beneficiare di una borsa di studio basata se può fornire la prova della residenza sull'isola. Alex alla fine trova un appartamento a Fisher Island i cui proprietari accettano di coprire metà dell'affitto in cambio dei servizi di Alex e consentono inoltre ad Alex di utilizzare la casa per la festa del terzo compleanno di Maddy. Tuttavia, Alex è costretta a lasciare l'appartamento dopo che Sean si è ubriacato alla festa e viene scoperto la mattina seguente addormentato su un divano dopo essere entrato in soggiorno. Alex e Maddy si trasferiscono temporaneamente a casa di Nate. |                  |                    |                 |
| 7 | String Cheese    | Formaggina         | 1º ottobre 2021 |
| Dopo che Yolanda si rifiuta di darle turni extra, Alex fa visita lei stessa a un cliente di Value Maids e offre una tariffa di pulizia più economica. Alex viene a sapere che Basil è scomparso con la sua roulotte e ha affittato la casa di famiglia di Paula a suo nome, lasciando Paula senza casa; Paula si rifugia temporaneamente a casa di Nate. Durante la cena, Nate confessa i suoi sentimenti per Alex, ma Alex non crede che la relazione funzionerebbe. Sean, dopo aver recuperato i documenti del mutuo di Paula, scopre che la proprietà è a rischio di pignoramento. Alex, Sean e Paula rintracciano Basil in un casinò, dove scoprono che è un truffatore e un tossicodipendente che ha recentemente perso tutti i soldi del mutuo di Paula. Paula invece di prendersela col marito, sfoga la sua rabbia su Alex e, approfittando di una sosta, scompare; Alex e Sean la scoprono che sta tentando di entrare nella sua casa di famiglia e si rendono conto che si è gravemente tagliata i polsi sui vetri della finestra rotti nel tentativo di forzarla. Paula viene portata d'urgenza in ospedale mentre Sean conforta Alex; i due fanno sesso. |                  |                    |                 |
| 8 | Bear Hunt        | A caccia dell'orso | 1º ottobre 2021 |
| Nate chiede ad Alex di andarsene dopo aver appreso che ha fatto sesso con Sean, ma le permette di tenere la sua macchina. Alex torna nella roulotte di Sean con Maddy e scopre che Sean sta cercando di diventare falegname imparando da Hank, che è anche lo sponsor degli Alcolisti Anonimi di Sean. Mentre pulisce la casa di Regina, Alex riceve una telefonata dall'Università del Montana che la informa che le è permesso ottenere gratuitamente una borsa di studio di scrittura creativa avuta 4 anni prima; Alex usa il computer di Regina per inviare parte del suo diario come test di ammissione. Yolanda licenzia Alex per aver rubato clienti a Value Maids; Regina, tuttavia, insiste per mantenere i servizi di Alex e le offre turni settimanali e un abbonamento al traghetto, che Alex accetta. Alex viene a sapere che Paula è stata dimessa dalle cure psichiatriche su richiesta di Basil. Alex è felicissima di apprendere che è stata accettata per la borsa di studio, ma Sean è arrabbiato per il fatto che stia decidendo di trasferirsi con Maddy senza chiederglielo. La mattina seguente, Alex viene a sapere che Sean ha restituito l'auto di Nate, intrappolandola di fatto con lui, e scoppia a piangere per la vergogna. |                  |                    |                 |
| 9 | Sky Blue         | Celeste            | 1º ottobre 2021 |
| Alex è sempre più sotto il giogo del marito: trascorre diversi giorni nella roulotte in preda a una profonda depressione, mentre Sean riprende a bere. Una notte, Hank viene per cena; quando Alex tenta di andarsene, Sean le ordina con forza di unirsi al tavolo davanti a Hank, che non fa nulla per intervenire. Poco dopo, Sean torna a casa ubriaco dopo essere stato licenziato dal suo lavoro di barista e rompe un vaso. Alex scopre che Maddy si nasconde all'interno di un armadio in cucina (come faceva lei da piccola) e decide di fuggire dalla roulotte a piedi, contattando Regina per avere un passaggio alla casa famiglia. Denise fornisce ad Alex vestiti gratuiti e un nuovo telefono. Regina, dopo aver letto il taccuino di Alex (da lei dimenticato durante un lavoro di pulizia) è impressionata dalla sua capacità di scrivere; affida perciò Alex ad un potente avvocato di famiglia che può assicurarsi che parta per il college ottenendo la custodia di Maddy. Alex guadagna molti soldi pulendo le case di persone affette dal disturbo da accumulo, chiede alloggio e aiuti finanziari a Missoula e compra una nuova macchina. Serve Sean con i documenti di trasferimento, ma Sean si rifiuta di rinunciare alla custodia di Maddy e decide di portare il caso in tribunale. Alex incontra sua madre - che ora vende opere d'arte in un mercatino delle pulci con il suo nuovo ragazzo, Micah - e la informa che andrà al college. In seguito segue l'auto di Paula e scopre che Paula è una senzatetto. |                  |                    |                 |
| 10 | Snaps            | Schiocchi          | 1º ottobre 2021 |
| L'avvocato di Alex, Tara, la informa che Sean ha respinto la mozione per la custodia di Maddy, adducendo la mancanza di prove degli abusi. Se Alex perderà la causa in tribunale non potrà più trasferirsi con Maddy fuori dallo Stato per frequentare l'università. Alex chiede alla madre Paula di supervisionare la sessione di visita di Sean di 4 ore con la figlia Maddy, accordata dal tribunale. Quindi fa visita al padre Hank e gli chiede di testimoniare in merito agli abusi di Sean su di lei, ma Hank rifiuta, dimostrando empatia invece con la lotta di Sean contro l'alcolismo. Dopo aver urlato a Maddy e averle causato un tracollo durante la loro sessione di visita, Sean ammette ad Alex che il suo alcolismo sta mettendo in pericolo Maddy e lo rendende inadatto a essere padre; cede perciò la piena custodia di Maddy ad Alex e lascia cadere il caso in tribunale. Alex chiede a Paula di trasferirsi nel Montana con lei; Paula è inizialmente d'accordo, ma il giorno dopo rinnega la sua decisione, scegliendo di rimanere con Micah e incoraggiando Alex a perseguire il suo futuro. Alex e Maddy partono per Missoula, finalmente libere. |                  |                    |                 |

## Produzione

### Sviluppo
Il 20 novembre 2019 Netflix ha annunciato la produzione di una serie tv dedicata al best seller di Stephanie Land. La serie è creata da Molly Smith Metzler, che assume anche la carica di produttrice esecutiva insieme a John Wells, Erin Jontow, Margot Robbie, Tom Ackerley, Brett Hedblom. Le compagnie di produzione sono: John Wells Productions, LuckyChap Entertainment, e Warner Bros. Television. I registi della serie sono Wells, Nzingha Stewart, Lila Neugebauer, Helen Shaver e Quyen Tran. La serie è stata rilasciata su Netflix il 1º ottobre 2021.

### Casting
Nell'agosto 2020 Margaret Qualley e Nick Robinson sono stati scelti come personaggi principali. Nei mesi successivi anche Anika Noni Rose, Andie MacDowell, Tracy Vilar e Billy Burke avrebbero partecipato al cast. Il 22 settembre 2021 Margaret Qualley è stata ospite di Jimmy Fallon per presentare la serie.

### Riprese
Le riprese si sono svolte tra il 28 settembre 2020 e il 9 aprile 2021 a Victoria, nella Columbia Britannica.

## Accoglienza
Il sito della Rotten Tomatoes ha riportato un'approvazione del 100% con una valutazione media di 8/10, secondo 15 recensioni. Metacritic, che ha usato una media ponderata, ha dato una valutazione media di 82/100 secondo 18 recensioni.

## Riconoscimenti
- 2022 - Golden Globe
  - Candidatura per la miglior miniserie o film televisivo
  - Candidatura per la migliore attrice in una miniserie o film televisivo a Margaret Qualley
  - Candidatura per la migliore attrice non protagonista in una miniserie o film televisivo a Andie MacDowell
- 2022 - Critics' Choice Television Award
  - Candidatura per la miglior miniserie
  - Candidatura per la miglior attrice in un film o miniserie a Margaret Qualley
- 2022 - Screen Actors Guild Award
  - Candidatura per la migliore attrice in una miniserie o film per la televisione a Margaret Qualley